# Morton Subotnick
Morton Subotnick (Los Angeles, 14 aprile 1933) è un compositore statunitense spesso citato fra i pionieri della musica elettronica.

## Biografia
Durante gli anni sessanta studia al Mills College e cofonda con Ramon Sender il San Francisco Tape Music Center, al quale aderirono, fra gli altri, Terry Riley e Steve Reich.
Nel 1966, anno in cui il Tape Music Center viene inglobato nel Mills College, Subotnick si trasferisce a New York. Durante lo stesso periodo costruisce, assieme a Sender e Don Buchla, un sintetizzatore che verrà più tardi adottato in molte sue uscite, quali Silver Apples of the Moon del 1967, The Wild Bull (1968), Touch (1969), Sidewinder (1971) e 4 Butterflies (1974). Oltre ad aver goduto di un notevole successo commerciale e di critica, Silver Apples viene ricordato per essere stato il primo album interamente composto con un sintetizzatore.
Nel 1969 inizia a costruire l'Electronic Music Box, un'apparecchiatura elettronica di piccole dimensioni che ha adoperato in alcuni album che includono Until Spring (1975) oltre ai già citati Touch e Sidewinder. A partire dalla seconda metà degli anni settanta incide dei "pezzi fantasma", ovvero composizioni per strumenti acustici ed apparecchiature elettroniche che seguono uno spartito prestabilito da un software. Queste composizioni verranno poi raccolte in pubblicazioni quali Parallel Lines (1979) e Liquid Strata (1979). Durante la propria carriera, Subotnick ha inoltre composto musica per orchestre, lavori teatrali, e partecipato a performance multimediali. È marito della cantante Joan La Barbara.

## Discografia parziale
- 1967 - Silver Apples of The Moon
- 1968 - The Wild Bull
- 1969 - Touch
- 1971 - Sidewinder
- 1974 - 4 Butterflies
- 1976 - Until Spring
- 1979 - Parallel Lines
- 1979 - Liquid Strata
- 1980 - A Sky Of Cloudless Sulphur / After The Butterfly
- 1981 - Axolotl / The Wild Beasts
- 1984 - Ascent Into Air / A Fluttering Of Wings
- 1986 - The Key To Songs
- 1986 - Return
- 1989 - Touch / Jacob's Room
- 1994 - Silver Apples Of The Moon / The Wild Bull
- 1997 - All My Hummingbirds Have Alibis / And the Butterflies Begin to Sing
- 1994 - Echoes from the Silent Call of Girona / A Flutterting of Wings
- 2001 - Touch / A Sky of Cloudless Sulfur / Gestures